# Gundula Wolter
Gundula Wolter (* 4. Februar 1951 in Frankfurt am Main) ist eine deutsche Spezialistin für die Geschichte der Mode.

## Leben
Wolter studierte an der Kunsthochschule Kassel Kunstpädagogik und Grafikdesign, an der Hochschule der Künste Berlin Textiles Gestalten und der Freien Universität Berlin Kunstgeschichte. 1993 wurde sie an der FU Berlin in Kunstgeschichte mit einer Doktorarbeit über die Geschichte der Frauenhose promoviert. Mode- und Kostümgeschichte war Anfang der 1990er Jahre im deutschsprachigen Raum noch kein Gegenstand seriöser Forschung, weshalb Wolters Doktorarbeit in Fachkreisen große Beachtung fand. Betreut wurde die Arbeit von Werner Busch.
Von 1994 bis 2008 lehrte Wolter an Universitäten und Kunsthochschulen, unter anderem am Institut für Textilgestaltung / Didaktik und Kulturgeschichte der Textilien an der Universität Dortmund. Als Gastprofessorin für Modegeschichte und Modetheorie betreute sie von 1998 bis 2006 die Modeklasse Vivienne Westwood an der Universität der Künste Berlin. Daran anschließend lehrte sie als Gastprofessorin an der Kunsthochschule Berlin-Weißensee. Seit 2008 ist sie freiberuflich tätig. Wolter lebt und arbeitet in Berlin.
Wolter ist Gründungsmitglied des Vereins Netzwerk Mode Textil. Das Netzwerk ist zentrale Anlaufstelle für Forschende und Kreative aus dem deutschsprachigen Raum, die sich mit der Kulturgeschichte von Kleidung, Mode und Textilien beschäftigen. Seit 2008 ist sie im Vorstand, von 2010 bis 2019 war sie erste Vorsitzende sowie Herausgeberin der Reihe Jahrbuch nmt und der Tagungsbandreihe Intelligente Verbindungen.

## Forschungsinteressen
Wolters Forschungsschwerpunkte sind Europäische Kleidungsgeschichte, Kulturgeschichte der Hose, Kleidung und Geschlecht, die Sprache der Kleider, Körper nach der Mode, Mode in der Karikatur, Kunst und Mode, Modestadt Berlin.

## Stipendien
- 1993: Stipendium der Senatsverwaltung für Arbeit und Frauen, Förderkommission Frauenforschung, Berlin, Thema: Frauen in Hosen
- 2001–2002 Forschungsstipendium der Gerda Henkel Stiftung, Thema: Mode in der Karikatur oder: Die Alamodische Höllenfahrt

## Schriften / Publikationen (Auswahl)
- Wer, wie, was? Selbstdarstellung durch Mode ist zu einem Spiel der Identitäten geworden. In: S-Magazin (Der Spiegel) Nr. 4, New Codes, Oktober 2018, Auftakttext, S. 14 online.
- Der Hut spricht. In: Jeanne Mammen. Die Beobachterin. Retrospektive 1910–1975. Hrsg. von Thomas Köhler und Annelie Lütgens. Ausstellungskatalog Berlinische Galerie. Landesmuseum für Moderne Kunst, Fotografie und Architektur. Hirmer Verlag, München 2017, ISBN 978-3-7774-2908-3, S. 41–48.
- Satirizing Seventeenth-Century Fashion: Edification and Entertainment. In: Johannes Pietsch/Anna Jolly (Hrsg.): Netherlandish Fashion in the Seventeenth Century. Riggisberger Berichte 19, Abegg-Stiftung, Riggisberg 2012, ISBN 978-3-905014-45-7, S. 153–184.
- Reclams Mode und Kostümlexikon von Ingrid Loschek, 6., erweiterte und aktualisierte Auflage, bearbeitet von Gundula Wolter. Philipp Reclam jun., Stuttgart 2011, ISBN 978-3-15-010818-5.
- Gewagt! Sensationell!! Skandalös!!! Von Erfolgen und Fehlschlägen modischer Innovationen nach 1850. In: Fashion Talks. Begleitbuch zur Ausstellung im Museum für Kommunikation Berlin, hrsg. v. Lieselotte Kugler und Gregor Isenbort. Kataloge der Museumsstiftung Post und Telekommunikation, Bd. 32, Berlin 2011, ISBN 978-3-9813202-2-0, S. 221–231.
- Restriction – Distinction – Inspiration. Radii of Movement in Fashion. In: Dorothea Mink (Hg.): Fashion – Out of Order. Disruption as a Principle. Arnoldsche, Stuttgart 2011, ISBN 978-3-89790-358-6, S. 16–27.
- Imaginierte Nacktheit. Die „Nuditäten-Mode“ um 1800. In: Luise. Die Kleider der Königin. Mode, Schmuck und Accessoires am Preußischen Hof um 1800. Ausstellungskatalog der Stiftung Preußische Schlösser und Gärten Berlin-Brandenburg. Hirmer Verlag, München 2010, ISBN 978-3-7774-2381-4, S. 51–61.
- Das technische Kleid. In: DRESSED! Art en Vogue. Kunstforum International, Bd. 197, Juni–Juli 2009, S. 176–199 online.
- Berlin zeigt Mode. Von Kleiderfesten, Vorführfräuleins und ersten Modenschauen. In: Nadine Barth (Hg.): Berlin Fashion. Metropole der Mode. DuMont Buchverlag, Köln 2008, ISBN 9783832190613, S. 12–17.
- Sensationelle Sportkostüme. Die Kleidung der Flugpionierinnen. In: Die Schwestern des Ikarus. Frau und Flug. Ausst. Begleitpublikation des Zeppelin Museums Friedrichshafen. Jonas Verlag, Marburg 2004, ISBN 978-3894453299, S. 210–237.
- Adelheid Rasche/Gundula Wolter (Hg.): Ridikül! Mode in der Karikatur 1600–1900. SMB-DuMont, Berlin/Köln 2003, ISBN 3-8321-7388-9.
- Teufelshörner und Lustäpfel. Modekritik in Wort und Bild 1150–1620. Jonas Verlag, Marburg 2002, ISBN 3-89445-307-9.[5]
- Der Televisionsanzug für Damen: ein modisches Phänomen aus der Frühzeit des Fernsehens. Eine modesoziologische Betrachtung über den Zusammenhang von technischen Entwicklungen, veränderten Lebens- und Konsumgewohnheiten und neuen Moden am Beispiel der Etablierung und Verallgemeinerung des Fernsehens. In: Waffen- und Kostümkunde. Zeitschrift für Waffen- und Kleidungsgeschichte, H. 1, 2000, S. 17–34.
- Hosen, weiblich. Kulturgeschichte der Frauenhose. Jonas Verlag, Marburg 1994, ISBN 3-89445-176-9.[6]
- Die Verpackung des männlichen Geschlechts. Eine illustrierte Kulturgeschichte der Hose. Jonas Verlag, Marburg 1988, ISBN 3-922-561-77-2.
- Geschlechtliche Prahlsucht des Mannes zu Beginn der Neuzeit. Ein Beitrag über das Phänomen Schamkapsel als Zeichen männlicher Selbstmanifestation. In: FKW Zeitschrift für Geschlechterforschung und Visuelle Kultur, H. 17, 1994, S. 23–29 online.